# Dendrocryphaea crassinervis
Dendrocryphaea crassinervis là một loài Rêu trong họ Cryphaeaceae. Loài này được (Broth.) Enroth miêu tả khoa học đầu tiên năm 1995.